# روبين مارسيلو غوميز
روبين مارسيلو غوميز (بالإسبانية: Rubén Marcelo Gómez)‏ (26 يناير 1984 بأدروغي في الأرجنتين - ) هو لاعب كرة قدم أرجنتيني في مركز الوسط. لعب مع زوريا لوهانسك وكيه في ميخيلين وليفادياكوس وميتالورغ دونيتسك ونادي أتليتيكو بيلغرانو ونادي أيك لارنكا ونادي تافريا سيمفروبول ونادي زاريا بالتي وستال ألتشيفسك ‏ وهوفيرلا أوجهورود ‏.

## وصلات خارجية
- روبين مارسيلو غوميز على موقع اتحاد أوكرانيا (الإنجليزية)
- روبين مارسيلو غوميز على موقع قاعدة بيانات كرة القدم.إي يو (الإنجليزية)
- روبين مارسيلو غوميز على موقع Soccerway.com (الإنجليزية)
- روبين مارسيلو غوميز على موقع عالم كرة القدم.نت (الإنجليزية)